# Coolmax
Coolmax – opracowane przez koncern DuPont nowoczesne włókno poliestrowe przeznaczone do produkcji bielizny termoaktywnej. Jest to również zarejestrowany znak towarowy tego koncernu. Jego głównym zadaniem jest zapewnianie dobrej wentylacji ciała i utrzymywanie suchej powierzchni skóry. Włókno Coolmax posiada przekrój złożony z czterech lub sześciu okręgów, pomiędzy którymi znajdują się przewężenia. Taka budowa włókna zapewnia znacznie lepszą, w porównaniu do włókien naturalnych (np. bawełny), oddychalność oraz odprowadzanie wilgoci z powierzchni ciała.
Tkaniny z włókna Coolmax występują w dwóch podstawowych odmianach: splotu gęstego (jersey) oraz rzadkiego (mesh). Tkaniny typu jersey przeznaczone są do bielizny wymagającej większej odporności na ścieranie, rozciąganie i inne obciążenia mechaniczne. Tkaniny typu mesh przeznaczone są do produkcji odzieży lekkiej i przewiewnej.
Włókno to, w odróżnieniu od niektórych starszych tkanin termoaktywnych (np. Rhovylu), cechuje duża odporność na promienie UV, dzięki czemu nie rozkłada się ono stopniowo na słońcu i nie wydziela przykrego zapachu. Bielizna wykonana z Coolmaxu zapewnia uczucie suchości i chłodzenia ciała, jednak nie zapewnia żadnego komfortu cieplnego. Z tego względu przeznaczona jest raczej do zastosowań letnich niż zimowych.